# Joachim Yhomby-Opango
Jacques Joachim Yhomby-Opango (Fort-Rousset, 12 januari 1939 – Neuilly-sur-Seine, 30 maart 2020) was van 1977 tot 1979 staatshoofd van de Volksrepubliek Congo (Brazzaville).
Yhomby-Opango volgde een militaire opleiding en werd in 1968, na de marxistisch geïnspireerde coup van Marien Ngouabi tot kolonel (later generaal) en staf-chef van het Congolese leger gepromoveerd (tot 1973). Sedert 1969 had hij zitting in het Centraal Comité van de Parti Congolais du Travail (Congolese Arbeiderspartij).
Na de moord op president Marien Ngouabi van Congo op 18 maart 1977 werd er een Militair Comité van de Congolese Arbeiderspartij opgericht met Yhomby-Opango aan het hoofd. Hiermee was hij de facto staatshoofd van de Volksrepubliek Congo (18 maart – 3 april 1977).
Op 3 april 1977 werd hij president van Congo. Politiek gezien was hij een stuk conservatiever dan zijn voorganger, wat ook de voornaamste reden was tot zijn afzetting op 5 februari 1979. Hij werd opgevolgd door Dennis Sassou-Nguesso. Daarna werd Yhomby-Opango op non-actief gesteld. Begin jaren negentig keerde hij weer terug op het politieke toneel. Hij sloot zich aan bij de Union des Forces Democratiques (UDF).
Van 23 juni 1993 tot 27 augustus 1996 was hij premier van de Republiek Congo. In 1997, na de staatsgreep van Dennis Sassou-Nguesso, week hij uit naar het buitenland. Medio 2002 keerde hij naar Congo terug.
Hij overleed in 2020 tijdens de coronapandemie aan de gevolgen van COVID-19.